# Нумги (посёлок)
Нумги — упразднённый посёлок на территории Надымского района Ямало-Ненецкого автономного округа России.

## География
Расположен был на реке Нумги при её впадении в реку Ныда, в 1,5 км от берега Обской губы, в 3 км к северо-востоку от села Ныда, в 120 км к северу от райцентра, города Надым (по прямой), и в 200 км к северо-западу от посёлка городского типа Пангоды.

## История
С 1966 года посёлок Нумги являлся базовым для разведочного бурения нефтегазовых месторождений (позже — для филиала Надымской экспедиции разведочного бурения ОАО «Ямалнефтегазгеология»).
Относился к Ныдинскому сельсовету Надымского района.
Законом Ямало-Ненецкого автономного округа от 25 июня 2001 года посёлок Нумги был расселён и упразднён.

## Население
| 1989 |
| ---- |
| 1863 |